# Saint-Simon (Aisne)
Saint-Simon – miejscowość i gmina we Francji, w regionie Hauts-de-France, w departamencie Aisne.
Według danych na styczeń 2014 roku gminę zamieszkiwało 625 osób, a gęstość zaludnienia wynosiła 98,3 osób/km².